# 1. септембар
1. септембар је 244. дан у простој години или 245. у преступној по грегоријанском календару. До краја године има још 121 дан.
По византијској ери, ово је први дан године. Према византијском рачунању времена, свијет је настао 1. септембра 5508. године прије нове ере.

## Догађаји
- 1355 — У једној повељи коју је потписао бан Стефан Твртко I Котроманић први пут се помиње утврђени град Високи у Босни.
- 1449 — Туму криза: (која се такође назива Криза тумске тврђаве), гранични конфликт између племена Оират и Монгола и кинеске династије Минг која је довела до хватања цара Џангцунга, и пораза војске од 500.000 људи од много мање силе.
- 1529 — Шпанска тврђава Санкти Спириту, првоизграђена у модерној Аргентини, уништена је од стране домаћина.
- 1531 — У Швајцарској је почео рат између Цириха, центра швајцарске реформације, и католичких кантона. Након што су боље организовани католички кантони победили у бици код Капела, седиште протестантизма премештено је у Женеву.
- 1532 — Краљ Хенри VIII је краљици Ани Болен, тада још увек обичној племкињи, доделио титулу Маркиза од Пембрука.
- 1604 — Ади Грантх, данас познат као Гуру Грантх Сахиб, свето писмо Сика, прво је постављено у Хармандир Сахиб, Златни храм, најважније и најсветије место ходочашћа у сикизму.
- 1644 — Битка код Типермуира, прва битка током грађанског рата између снага у Шкотској шкотских ројалиста, на челу са Џејмсом Грахамом, 1. маркизом од Монтросе и војске Ковенантерса.
- 1701 — Битка код Кјерија, део Рата за шпанско наслеђе. Победу су однеле аустријске трупе под командом Еугена Савојског.
- 1715 — Краљ Француске Луј XIV умро после владавине од 72 године, што је било дуже од било ког европског монарха.
- 1763 — Катарина Велика Руска потврђује планове Иван Ивановича Бетцкоја за оснивање Воспитательный дом-а у Москви
- 1772 — Мисија Сан Луис Обиспо де Толоса основана је у Сан Луис Обиспо, Калифорнија.
- 1772 — Колонисти из Масачусетског залива предузимају популарна реакцију на уклањање барута, директнију контролу војних продавница, војних залиха, оружја и барута названу аларм за прах.
- 1804 — Немачки астроном Карл Лудвиг Хардинг је открио Јуно, један од највећих астероида у Главном појасу.
- 1814 — Почео Бечки конгрес.
- 1831 — Високи Орден Светог Григорија Великог утврдио је папа Гргур XVI у Ватиканској држави за препознавање високе подршке Ватикану или Папи од стране мушкараца или жена, не обавезно римокатолика.
- 1836 — Нарциса Витман, једна је од првих белих жена говорника енглеског језика која се настанила западно од Роки Маунтаинс, и дошла у Вала Вала, у Вашингтону. Она и Елиза Харт Спалдинг (супруга Хенрија Спалдинга) постале су прве документоване жене из Европске Америке које су прешле планине Роки.
- 1836 — Основана је најстарија школа британског порекла у Јужној Америци школа Светог Андреја Скота.
- 1859 — Појавила се једна од највећих забележених короналних маса које су икада забележене, касније познате као догађај Карингтон.
- 1859 — Амерички грађански рат: Битка код Шантилија: јединице Војске Конфедерације победиле су трупе војске Уније у Шантилију, Вирџинија.
- 1864 — Амерички грађански рат: Генерал војске Конфедерације Џон Бел Худ наређује евакуацију Атланте, окончавајући четворомесечну опсаду генерала Вилијама Текумсех Шермана.
- 1870 — У бици код Седана у француско-пруском рату, Пруси су под командом Хелмута фон Молткеа нанели тежак пораз трупама француског цара Наполеона III, што је довело до пада Другог царства.
- 1873 — Цешваио стаје на престол као краљ Зулу народа након смрти његовог оца Мпанде.
- 1878 — Ема Нут је постала први женски телефонски оператер на свету када је ангажована од стране Александра Грахма Бела у компанији Бостон Телефоне Диспач.
- 1878 — Војска Мухамеда Ајуба Кана потискују Британце у бици код Кандахара, окончавајући Други англо-авганистански рат.
- 1878 — Преко 400 људи је умрло у Великој Хинклеи ватри, шумској ватри у Хинклеи, Минесота.
- 1897 — Отворена је подземна улица Тремонт Стрит у Бостону, постајући први подземни систем брзог транзита у Северној Америци.
- 1900 — Велика Британија је анектирала Јужноафричку Републику.
- 1905 — Алберта и Саскачеван се придружују канадској конфедерацији.
- 1906 — Основана је Међународна федерација адвоката за интелектуалну својину.
- 1906 — Оклопно крстарица Јоргос Авероф је испоручена грчкој морнарици. Данас служи као музејски брод.
- 1914 — Санкт-Петербург мења име у Петроград.
- 1916 — Бугарска, као сарадник Немачке у Првом светском рату, објавила је рат Румунији.
- 1923 — У земљотресу који је потпуно разорио јапански град Јокохаму и готово уништио Токио, погинуло је најмање 142.000 људи, а 2,5 милиона је остало без домова.
- 1928 — Ахмет Зогу је прогласио Албанију за краљевину, а себе за краља.
- 1939 — Немачка је без објаве рата напала Пољску и тиме започела Други светски рат.
- 1945 — Скупштина Србије усвојила је Закон о административној подели Србије, чиме су успостављене аутономне покрајине Војводина и Косовско-метохијска област.
- 1952 — Објављен роман Старац и море.
- 1953 — У авионској несрећи је погинуо француски виолиниста Жак Тибо, члан чувеног трија са Алфредом Кортоом и Паблом Казалсом.
- 1961 — У Београду је почела Прва конференција шефова држава и влада несврстаних земаља, којој су присуствовали представници 25 земаља и 40 антиколонијалних и ослободилачких покрета. После шест дана рада скуп је усвојио документе о принципима несврставања као независног ванблоковског чиниоца.
- 1962 — У земљотресу у северозападном Ирану разорено је преко 300 села, а погинуло је 12.000 људи.
- 1963 — Отворен стадион Црвене звезде
- 1969 — Група официра с младим пуковником Моамером Гадафијем на челу оборила је са власти краља Либије Идриза I и прогласила републику.
- 1972 — Амерички велемајстор Роберт Фишер је у мечу у Рејкјавику победио совјетског велемајстора Бориса Васиљевича Спаског резултатом 12,5:8,5 и постао 11. првак света у шаху. Титулу је изгубио без меча 3. априла 1975, када је одбио да прихвати услове Међународне шаховске федерације, а за првака света проглашен је руски велемајстор Анатолиј Карпов.
- 1974 — Анастасио Сомоза је изабран за председника Никарагве.
- 1981 — У Средњоафричкој Републици државним ударом свргнут је председник Давид Дацко.
- 1983 — Совјетски борбени авион је близу острва Сахалин оборио јужнокорејски авион „Боинг 747“, у којем је погинуло свих 240 путника и 29 чланова посаде.
- 1991 — Узбекистан прогласио независност од Совјетског Савеза.
- 1993 — У Женеви су пропали преговори о окончању 17-месечног рата у Босни и Херцеговини, пошто су представници босанских Муслимана одбацили мировни план међународних посредника.
- 1999 — UNHCR је саопштио да је, од јуна, када су окончани сукоби на Косову, око 200.000 Срба и Рома напустило ту српску покрајину, а да се на Косово и Метохију вратило 772.300 Албанаца избеглих током вишемесечних сукоба.
- 2000 — На предизборној конвенцији у београдском центру „Сава“, пред више од 3.000 грађана, лидери Демократске опозиције Србије потписали су документ „Уговор са Србијом“ којим су се обавезали да ће, уколико дођу на власт, успоставити демократску власт у Србији.
- 2001 — У Токију је погинуло 45 људи у једном од највећих пожара изазваног експлозијом у кварту у коме се налазе велике коцкарнице и барови.
- 2004 — Чеченски терористи заузели су школу у руском граду Беслану у Северној Осетији са више од хиљаду талаца већином деце. Захтевали су пуштање чеченских побуњеника из затвора у суседној Ингушетији и независност Чеченије од Русије. (види талачка криза у Беслану).

## Рођења
- 1653 — Јохан Пахелбел, немачки барокни композитор и оргуљаш. (прем. 1706)[1]
- 1848 — Аугуст Форел, швајцарски лекар. (прем. 1931)
- 1873 — Динко Шимуновић, хрватски новелиста. (прем. 1933)
- 1875 — Едгар Рајс Бароуз, амерички писац. (прем. 1950)
- 1877 — Франсис Вилијам Астон, енглески физичар. (прем. 1945)
- 1920 — Ричард Фарнсворт, амерички глумац и каскадер. (прем. 2000)
- 1922 — Михајло Митровић, српски архитекта. (прем. 2018)
- 1923 — Роки Марчано, амерички боксер. (прем. 1969)
- 1957 — Глорија Естефан, америчка музичарка и глумица.
- 1957 — Душко Ивановић, црногорски кошаркаш и кошаркашки тренер.
- 1961 — Марина Логвиненко, совјетска и руска стрељашица.
- 1962 — Руд Гулит, холандски фудбалер и фудбалски тренер.
- 1964 — Андријана Виденовић, српска глумица.
- 1966 — Тим Хардавеј, амерички кошаркаш и кошаркашки тренер.
- 1970 — Вана, хрватска певачица.
- 1971 — Хакан Шукур, турски фудбалер.
- 1974 — Филип Николић, француски музичар и глумац. (прем. 2009)
- 1975 — Натали Басингтвајт, аустралијска музичарка и глумица.
- 1975 — Скот Спидман, британско-канадски глумац.
- 1976 — Такаши Фукуниши, јапански фудбалер.
- 1977 — Давид Албелда, шпански фудбалер.
- 1981 — Ендру Визнески, амерички кошаркаш.
- 1983 — Хосе Антонио Рејес, шпански фудбалер. (прем. 2019)
- 1986 — Гаел Монфис, француски тенисер.
- 1989 — Бил Каулиц, немачки музичар.
- 1989 — Данијел Стариџ, енглески фудбалер.
- 1989 — Јанис Стрелнијекс, летонски кошаркаш.
- 1990 — Гелор Канга, габонски фудбалер.
- 1992 — Кирани Џејмс, гренадски атлетичар.[2]
- 1995 — Огњен Јарамаз, српски кошаркаш.
- 1996 — Зендеја, америчка глумица и певачица.[3]
- 1998 — Џош Окоги, нигеријско-амерички кошаркаш.
- 1998 — Огњен Чарапић, црногорски кошаркаш.

## Смрти
- 1159 — папа Хадријан IV, рођен као Николас Брејкспир, поглавара католичке цркве.[4]
- 1557 — Жак Картје, француски истраживач, најпознатији по истраживању области око залива и реке Сен Лорен. (рођ. 1491)
- 1678 — Јан Бројгел Млађи, фламански сликар. (рођ. 1601)
- 1715 — Луј XIV, француски краљ, назван „Краљ Сунце“.
- 1967 — Иља Григорјевич Еренбург, руски књижевник.
- 1970 — Франсоа Моријак, француски књижевник. (рођ. 1885)
- 1978 — Душан Баранин, српски књижевник, публициста и учитељ. (рођ. 1903)[5]
- 1982 — Владислав Гомулка, пољски комунистички лидер. (рођ. 1905)
- 1988 — Луис Алварез, амерички физичар и изумитељ, нобеловац. (рођ. 1911)
- 1994 — Владимир Булатовић Виб, српски књижевник и новинар. (рођ. 1931)[6]
- 1997 — Золтан Цибор, мађарски фудбалски репрезентативац. (рођ. 1929)